# 三上昭美
三上 昭美（みかみ てるみ、1931年〈昭和6年〉1月1日 - 2018年〈平成30年〉8月19日 ）は、日本の歴史学者。元中央大学文学部教授。日本の近代史の研究者として知られ、日本古文書学会常任理事などを務めた。岡山県新見市出身。

## 経歴

### 生い立ち
1931（昭和6）年、岡山県阿哲郡新見町（現：新見市）で出生する。1943（昭和18）年、地元に近い旧制岡山県立高梁中学（現：岡山県立高梁高等学校）へ進学する。同期には岡山大学名誉教授の佐藤巌がいた。1945（昭和20）年、学徒動員先だった山口県の小野田セメント工場で玉音放送を聴く。
5年制であった旧制中学を4年で飛び級卒業（新制中学校へ移行処置）し、旧制高等学校で最後の入学生となる1947年に京都にある第三高等学校文科へ進学した。病気療養のために退学し、岡山県立高梁高等学校に編入学し、1950（昭和25）年卒業。1955（昭和30）年、中央大学法学部政治学科へ入学、1959（昭和34）年卒業。大学時代はアルバイトで古書店「三上書房」を開業していた。1961（昭和36）年、中央大学大学院文学研究科東洋史専攻修士課程修了。

### 歴史学者として
1962年（昭和37年）、中央大学大学院文学研究科国史学専攻博士課程に進学するが、同年、中央大学文学部史学科助手となり、専任講師や助教授を経て、1982年（昭和57年）51歳の時に中央大学文学部教授となる。三上の専門分野は日本近現代史、特に幕末維新史や吉岡弥生の研究で知られた。1989年（平成元年）にはフランスへ留学する。1993（平成5）年、病気により中央大学を依願退職。中央大学在職中は東京女子医科大学、琉球大学、法政大学、実践女子大学で非常勤講師を務め、中央大学退職後の1994年（平成6年）から立正大学文学部史学科で長らく講師を務めた。
学会活動では日本近代史学会理事、日本国際政治学会評議員、日本古文書学会常任委員、日本歴史学協会副委員長、国立公文書館の特別委員会委員長、常任委員、明治維新史学会の副会長、顧問などを歴任した。この他、地方史研究協議会にも所属し、太田市議会史編集委員長、調布市史近代史部門の編纂事業にも関わった。2018年（平成30年）8月19日に死去。享年87。